# Casa a l'avinguda de Barcelona, 44 (Alella)
La Casa a l'avinguda de Barcelona, 44 és un edifici racionalista del municipi d'Alella (Maresme) que forma part de l'Inventari del Patrimoni Arquitectònic de Catalunya.

## Descripció
És un edifici civil projectat de forma racionalista o funcionalista, i modificat o transformat posteriorment. Adaptat al desnivell del terreny, de manera que en la part frontal presenta dues plantes i a la part posterior en presenta tres. La construcció queda ensorrada, de forma que des del carrer s'accedeix directament al pis superior. Malgrat les reformes que s'hi ha realitzat, destaca per l'absoluta supressió dels elements decoratius, a la major part de l'edifici, així com l'ús de formes pures constructives: superfícies llises, línies rectes, verticals, i, corbes derivades de la mateixa funció de l'element, com és l'espai destinat a l'escala. La façana com a tal quasi desapareix, i queda limitada a una superfície llisa només tallada per la porta lateral i un trencaaigües semicircular de molta volada.

## Història
L'obra feta l'any 1979, fou modificada l'any 1985, pel mateix arquitecte que la construí, i segons desig dels propietaris que la compraren l'any 1982. A les reformes se suprimí una de les característiques més sobresortints de la construcció: les dues terrasses de la part posterior, una d'elles de forma triangular i suportada per dues columnes cilíndriques. En el lloc que ocupaven s'hi construí un nou cos, que ha acabat amb el joc de formes i volums de la construcció inicial, així com amb la lluminositat de l'escala interior. A les formes pures i nues s'hi ha afegit una terrassa lateral al costat de la façana, substituint les reixes frontals per balustres.